# استوان میشیچ
استوان آندریا میشیچ (به صربی: Стеван Андрија Мићић؛ زادهٔ ۴ آوریل ۱۹۹۶) یک کشتی‌گیر آزادکار آمریکایی الاصل اهل صربستان است.
از افتخارات وی می‌توان به کسب مدال طلا قهرمانی کشتی جهان ۲۰۲۳ و مدال برنز قهرمانی کشتی جهان ۲۰۲۲ اشاره کرد. وی سابقه حضور در المپیک ۲۰۲۰ توکیو را دارد.

## فعالیت حرفه‌ای

### قهرمانی کشتی جهان ۲۰۲۲
میشیچ در وزن ۵۷ کیلوگرم کشتی آزاد قهرمانی کشتی جهان ۲۰۲۲ بلگراد شرکت کرد، او در مسابقه های اول تا سوم روبرتو آلخاندرو از مکزیک، راخات کالژان از قزاقستان و توشیهیرو هاسگاوا از ژاپن را شکست داد اما در نیمه نهایی به زلیمخان آباکاروف از آلبانی باخت و به دیدار رده‌بندی رفت. وی در دیدار رده‌بندی رینیری اندریو از کوبا را شکست داد و مدال برنز را بدست آورد.

### قهرمانی کشتی جهان ۲۰۲۳
میشیچ در وزن ۵۷ کیلوگرم کشتی آزاد قهرمانی کشتی جهان ۲۰۲۳ بلگراد شرکت کرد، او در این مسابقات کیم گوک-هیون از کره جنوبی، غلام‌جان عبدالله‌یف از ازبکستان، زائور اوگویف از روسیه و زلیمخان آباکاروف از آلبانی را شکست داد و به فینال رسید. وی در فینال ری هیگوچی از ژاپن را شکست داد و مدال طلا را بدست آورد.

### مصدومیت و از دست دادن المپیک ۲۰۲۴
میشیچ که قرار بود در المپیک و در وزن ۵۷ کیلیوگرم کشتی آزاد رقابت کند و جزو مدعیان اصلی این وزن به حساب می آمد قبل از شروع مسابقات مصدوم شد و این مسابقات را از دست داد میلاد والی‌زاده کشتی گیر ایرانی به جای او قرار است عازم این مسابقات شود.